# Canadian Championship 2011
De Canadian Championship 2011 was een voetbalcompetitie die plaatsvond in Montreal, Toronto , Vancouver en Edmonton in 2011. De deelnemende teams zijn Montreal Impact, Toronto FC , Vancouver Whitecaps en FC Edmonton. Het toernooi bestaat uit een halve finale dat over twee wedstrijden werd gespeeld de winnaars van de halve finales plaatsten zich voor de finale dat ook over twee wedstrijden werd gespeeld. Toronto FC plaatste zich voor de kwalificatieronde van de CONCACAF Champions League 2011/12.

## Wedstrijden

### Halve finale
|                         |                 |         |                     |                                                                                       |
| 27 april 2011 20:00 EST | Montreal Impact | 0 – 1   | Vancouver Whitecaps | Stade Saputo, Montreal, Quebec Toeschouwers: 8,412 Scheidsrechter: Carol-Anne Chénard |
| 27 april 2011 20:00 EST |                 | Verslag | Dunfield 67'        | Stade Saputo, Montreal, Quebec Toeschouwers: 8,412 Scheidsrechter: Carol-Anne Chénard |

|                         |             |         |                            |                                                                                       |
| 27 april 2011 18:00 MDT | FC Edmonton | 0 – 3   | Toronto FC                 | Commonwealth Stadium, Edmonton, Alberta Toeschouwers: 5,781 Scheidsrechter: Paul Ward |
| 27 april 2011 18:00 MDT |             | Verslag | Santos 35', 61' Gordon 47' | Commonwealth Stadium, Edmonton, Alberta Toeschouwers: 5,781 Scheidsrechter: Paul Ward |

|                      |            |         |             |                                                                                   |
| 4 mei 2011 20:00 EST | Toronto FC | 1 – 0   | FC Edmonton | BMO Field, Toronto, Ontario Toeschouwers: 17,937 Scheidsrechter: Mauricio Navarro |
| 4 mei 2011 20:00 EST | Gordon 21' | Verslag |             | BMO Field, Toronto, Ontario Toeschouwers: 17,937 Scheidsrechter: Mauricio Navarro |

- Toronto FC wint met 4-0 over twee wedstrijden

|                      |                     |              |                  |                                                                                            |
| 4 mei 2011 20:00 PDT | Vancouver Whitecaps | 1 – 1 (n.v.) | Montreal Impact  | Empire Field, Vancouver, British Columbia Toeschouwers: 16.611 Scheidsrechter: Dave Gantar |
| 4 mei 2011 20:00 PDT | Akloul 113'         | Report       | Gerba 83' (pen.) | Empire Field, Vancouver, British Columbia Toeschouwers: 16.611 Scheidsrechter: Dave Gantar |

- Vancouver Whitecaps FC wint met 2-1 over twee wedstrijden

### Finale
|                       |                     |         |            |                                                                                                |
| 18 mei 2011 20:00 PDT | Vancouver Whitecaps | 1 – 1   | Toronto FC | Empire Field, Vancouver, British Columbia Toeschouwers: 15,474 Scheidsrechter: Silviu Petrescu |
| 18 mei 2011 20:00 PDT | Hassli 64'          | Verslag | Santos 73' | Empire Field, Vancouver, British Columbia Toeschouwers: 15,474 Scheidsrechter: Silviu Petrescu |

|                       |            |                                             |                     |                             |
| 25 mei 2011 20:00 EST | Toronto FC | Afgelast (door slechte weersomstandigheden) | Vancouver Whitecaps | BMO Field, Toronto, Ontario |
| 25 mei 2011 20:00 EST |            | Hassli 17'                                  |                     | BMO Field, Toronto, Ontario |

|                       |                                   |       |                        |                                                                              |
| 2 juli 2011 12:30 EST | Toronto FC                        | 2 – 1 | Vancouver Whitecaps FC | BMO Field, Toronto, Ontario Toeschouwers: 18.212 Scheidsrechter: Dave Gantar |
| 2 juli 2011 12:30 EST | Plata 51' (pen.) Yourassowsky 61' |       | Camilo 21'             | BMO Field, Toronto, Ontario Toeschouwers: 18.212 Scheidsrechter: Dave Gantar |